# Riesel Sieve
Riesel Sieve（リーゼル・シーブ）とは、Berkeley Open Infrastructure for Network Computing（BOINC）を用いた分散コンピューティングプロジェクトの一つ。509,203が最小のリーゼル数であることを証明するため、これより小さな全ての奇数について、 k × 2n - 1 が素数となる例を探すものである。

## プロジェクトの経過
プロジェクトが始まった2003年8月の時点で、509,203よりも小さなリーゼル数 k の候補として101個が知られていた。2008年8月の時点で、30以上の k の候補が外された。中でもこのプロジェクトによって発見された最も大きな素数は、485,767 × 23,609,357 - 1 で、108万6,531桁にもなるものであった。また、残った k 候補については2,000,000よりも小さなnが存在しないことも確認された。
プロジェクトは、GIMPSやSeventeen Or Bustといった他の素数検索プロジェクトと同じように、（ k , n ）の組み合わせを小さな因数でふるいにかける方法で行われている。その後、Lucas-Lehmerテストを基にしたLucas-Lehmer-Rieselテストによりチェックが行われている。プロジェクトの参加者は、ふるいにかける作業と、他の者がふるいにかけた候補に対してLLRテストによるチェックを行う作業のどちらかを選ぶことができる。
2008年6月後半以降、プロジェクトの活動が停止している。